# 夫が寝たあとに
『夫が寝たあとに』（おっとがねたあとに）は、2023年10月5日（4日深夜）より、テレビ朝日で放送されているバラエティ番組。「妻」（既婚者）にして「三児の母」でもある藤本美貴と横澤夏子がMCを務めている。
放送時間の変遷は以下の通り。制作局および同時ネット局の日時。いずれもJST。
- 毎週木曜（水曜深夜）2:30 - 2:47（番組開始 - 2024年3月28日放送分）
- 毎週日曜（土曜深夜）0:30 - 1:00（2024年4月7日放送分 - 9月29日放送分）
- 毎週水曜（火曜深夜）0:15 - 1:15（2024年10月2日放送分 - ）

## 概要
「深夜に夫の就寝を見届けた後」という設定のもと、MCの藤本と横澤がダイニングキッチンのセットに登場。テーマを手書きで記した複数の付箋から、話したいテーマの付箋をお互いに1つずつ選びながら、育児や家事や自身の「夫」に対する本音を語り合うという番組内容となっている。当初は、平日の深夜帯に設けられている『バラバラ大作戦』（水曜第3部）の番組として17分枠で放送されていたが、日曜（土曜深夜）0時台への時間帯変更に伴い放送時間も30分に拡大。さらに再度の時間帯変更により、放送時間も1時間へと段階的に拡大した。
テレビ朝日における第2回以降の放送では、「ゲスト」（収録の時点で「子育て世代」に当たる既婚の著名人）を迎えているほか、「『子育て世代』の既婚者に向けた街頭インタビューの収録映像を見ながら、藤本・横澤と『ゲスト』が語り合う」という企画を随時組み込んでいる。この「ゲスト」は、大半の回では上記の属性に該当する1名の女性を迎えている一方、放送回によっては同じ条件の男性が「ゲスト」として出演することもある。レギュラー版では、「バラバラ大作戦」枠にて放送されていたころは2本撮り（2回分を1日で収録すること）が多いため、放送上は基本として同じ「ゲスト」が2回にわたって登場していた。前述の通り放送時間が30分へと拡大してからは、スタジオゲストも隔週での出演へと変更されている。
番組開始の当初は関東ローカル番組扱いでネット局も少なかったが、2024年1月1日の未明に『新春スペシャル』をテレビ朝日系列の全国ネットで放送。以降も、テレビ朝日と同時ネット局での放送状況に沿った特別番組を、全国ネット向けに随時編成している。レギュラー版についても、番組開始からわずか半年での時間帯変更を機に、ネット局を大幅に増やした。もっとも大半のレギュラーネット局では、レギュラー版をテレビ朝日での本放送から数日 -　数ヶ月遅れで流している状態にある（詳細後述）。
その一方で、テレビ朝日で放送済みの映像を編集した動画を、番組の開始当初からTVerとTERASA（テラサ）を通じてテレビ朝日での本放送直後に配信。さらに、テレビ朝日で収録（または放送）済みの映像から一部のシーンを抜粋した動画を、「番組公式切り抜き動画」と称してYouTubeで順次流している。このような動画の人気は高く、「番組公式切り抜き動画」の総再生回数は、2024年6月24日の時点で5億回を突破。TVerでは、「バラエティ」に分類される配信動画の再生回数ランキング（バラエティランキング）で、「（テレビ朝日と大半のネット局で）深夜帯に放送されている番組関連の動画としては異例」とされる1位を記録したこともある。

## 出演者
- 藤本美貴
- 横澤夏子

## 放送リスト
年末年始および特別番組による編成の都合により放送休止が発生することがある。

### 木曜（水曜深夜、「バラバラ大作戦」）時代
| 2023年 | 2023年   | 2023年                                 | 2023年                            |
| 回     | 放送日   | ゲスト                                 | 備考                              |
| ------ | -------- | -------------------------------------- | --------------------------------- |
| 1      | 10月5日  | （ゲスト無し）                         |                                   |
| 2      | 10月12日 | 鈴木亜美                               |                                   |
| 3      | 10月19日 | 鈴木亜美                               |                                   |
| 4      | 10月26日 | 中村仁美                               |                                   |
| 5      | 11月2日  | 中村仁美                               |                                   |
| 6      | 11月9日  | 金ちゃん（鬼越トマホーク）             |                                   |
| 7      | 11月16日 | 金ちゃん（鬼越トマホーク）             |                                   |
| 8      | 11月23日 | 近藤千尋                               |                                   |
| 9      | 11月30日 | 近藤千尋                               |                                   |
| 10     | 12月7日  | BENI                                   |                                   |
| 11     | 12月14日 | BENI                                   |                                   |
| 12     | 12月21日 | 田中美保                               |                                   |
| 2024年 |          |                                        |                                   |
| 13     | 1月11日  | 田中美保                               |                                   |
| 14     | 1月18日  | 田中美保、相武紗季、本田朋子、吉木りさ | 未公開SP                          |
| 15     | 1月25日  | 時東ぁみ                               |                                   |
| 16     | 2月1日   | 時東ぁみ                               |                                   |
| 17     | 2月8日   | （ゲスト無し）                         | 視聴者ママとママ会SP              |
| 18     | 2月22日  | 安田美沙子                             |                                   |
| 19     | 2月29日  | 安田美沙子                             |                                   |
| 20     | 3月7日   | 和田正人、酒井健太（2名はVTR出演）     | 【新企画】 パパのサシ飲みを覗き見 |
| 21     | 3月14日  | 和田正人、酒井健太（2名はVTR出演）     | 【新企画】 パパのサシ飲みを覗き見 |
| 22     | 3月21日  | 澤穂希                                 |                                   |
| 23     | 3月28日  | 澤穂希                                 |                                   |

### 日曜（土曜深夜）時代
| 2024年 | 2024年  | 2024年                                      | 2024年                                                                                 |
| 回     | 放送日  | ゲスト                                      | 内容                                                                                   |
| ------ | ------- | ------------------------------------------- | -------------------------------------------------------------------------------------- |
| 24     | 4月7日  | （ゲスト無し）                              | 妊娠＆出産あるあるSP                                                                   |
| 25     | 4月14日 | 平愛梨                                      | なんでこうなるの!? 4児の子育てSP                                                       |
| 26     | 4月21日 | 黒崎みさ（VTR出演）、原田修佑（ナレーター） | 朝のお出かけタイムアタック                                                             |
| 27     | 4月28日 | 辻希美                                      | 辻ちゃんの子育てヒストリーSP                                                           |
| 28     | 5月5日  | （ゲスト無し）                              | 密着！家族ドライブ                                                                     |
| 29     | 5月12日 | 南明奈、濱口優（VTR出演）                   | はじめてママさんいらっしゃい                                                           |
| 30     | 5月19日 | （ゲスト無し）                              | モデルママのお宅訪問 ママ会覗き見します                                                |
| 31     | 5月26日 | 中越典子                                    | 7歳5歳の年子ママ 中越典子さんの話したいことSP！                                        |
| 32     | 6月2日  | （ゲスト無し）                              | 来たる梅雨シーズン おうち遊びSP                                                        |
| 33     | 6月9日  | 水野美紀                                    | 小学1年生のママ 子どもの習い事SP                                                       |
| 34     | 6月16日 | （ゲスト無し）                              | パパをとことん考える 父の日SP                                                          |
| 35     | 6月23日 | 白鳥久美子、チェリー吉武（VTR出演）         | パパのワンオペSP パパと子どものお留守番を覗き見                                        |
| 36     | 6月29日 | （ゲスト無し）                              | マミィニュースSP ママたちのリアルな想いや体験が続々!                                   |
| 37     | 7月7日  | 田中美保                                    | 田中美保と男子育児あるあるSP!                                                          |
| 38     | 7月14日 | （ゲスト無し）                              | 夏のお出かけで大変なことSP                                                             |
| 39     | 7月21日 | 押切もえ                                    | 2児のママ 押切もえと育児あるあるトーク！                                               |
| 40     | 7月28日 | （ゲスト無し）                              | 出産日のLINEをのぞき見！新企画「あの日のLINE見せてもらえますか？」                     |
| 41     | 8月4日  | 小林由美子                                  | 家庭崩壊!?中学受験SP「クレしん」声優・小林由美子の壮絶体験から中学受験のいろはを学ぶ！ |
| 42     | 8月18日 | （ゲスト無し）                              | 夏の公園遊びをのぞき見！子どもを飽きさせないママの秘策が連発！                         |
| 43     | 8月25日 | 菊地亜美                                    | 菊地亜美の出産30時間！陣痛が始まったらやることリスト！出産時夫にしてもらいたいこと！   |
| 44     | 9月1日  | 菊地亜美                                    | 完結編！菊地亜美の出産30時間 ミキティ＆夏子＆亜美ママ出産の絶叫 3連発                  |
| 45     | 9月8日  | （ゲスト無し）                              | ママ会ライブ！子育てで大変なこと 夏休み編 会場アンケートにミキティ衝撃！？             |
| 46     | 9月15日 | せいや（霜降り明星）                        | せいやの育児トークにミキティ＆夏子も共感＆爆笑 ミキティ流の育児法にせいや大歓喜        |
| 47     | 9月22日 | 高橋ユウ、卜部弘嵩（VTR出演）               | パパのワンオペを覗き見SP！2児のママ高橋ユウを迎えてパパと子どものお留守番を覗き見！    |
| 48     | 9月29日 | 岩清水梓（VTR出演）                         | お仕事体験SP 初めてキッザニアへ行く親子に密着！                                        |

### 水曜（火曜深夜）時代
| 2024年 | 2024年   | 2024年                                                            | 2024年 |
| 回     | 放送日   | ゲスト                                                            | 内容 |
| ------ | -------- | ----------------------------------------------------------------- | --- |
| 49     | 10月2日  | 小島よしお（VTR出演）                                             | 小1の壁＆小学生のお悩み相談                                                                                |
| 50     | 10月9日  | 潮田玲子                                                          | 元バド日本代表の潮田玲子ママと育児のイライラ発散SP                                                         |
| 51     | 10月16日 | トム・ブラウン（VTR出演）                                         | 子どもの絵本SP ミキティおすすめ絵本に夏子が感動                                                            |
| 52     | 10月23日 | 加藤夏希                                                          | 4児のママ・加藤夏希が行き着いた育児SP                                                                      |
| 53     | 10月30日 | 弘中綾香（コーナー出演）                                          | 子どもが変わる！魔法の言葉SP ママが知りたい保育士さんが子どもにかける言葉を特集                            |
| 54     | 11月6日  | 本郷杏奈、りんたろー。(VTR出演)                                   | りんたろー。の妻･本郷杏奈の悩みにミキティ＆夏子がアドバイス、夫婦関係が冷めた？                            |
| 55     | 11月13日 | (ゲスト無し)                                                      | 100円ショップの神育児グッズSP 街のママ・パパから聞いた神グッズ                                             |
| 56     | 11月20日 | 知念里奈                                                          | 知念里奈が乗り越えた育児の山場SP 18歳の長男をもつ知念が思春期・反抗期の体験＆対処法を公開                  |
| 57     | 11月27日 | (ゲスト無し)                                                      | 育児の疲れを癒す動画SP 視聴者ママから集めた動画にミキティ＆夏子も涙                                        |
| 58     | 12月4日  | 江上敬子（ニッチェ）                                              | ニッチェ江上が妊活・妊娠・出産を語る！夫婦で乗り越えた妊活とは？                                           |
| 59     | 12月11日 | 白鳥久美子､チェリー吉武(2名ともVTR出演)                           | 子連れに優しい外食SP 子連れ回転寿司の裏ワザ                                                                |
| 60     | 12月18日 | 丸山桂里奈、本並健治（VTR出演）                                   | 1人目ママさんいらっしゃい、還暦パパ・48時間出産いろいろ聞いちゃいましたSP                                  |
| 2025年 |          |                                                                   | |
| 61     | 1月8日   | 松尾由美子（コーナー出演）                                        | ママ会トークSP！視聴者から集めたママの叫びをもとにミキティ＆夏子がたっぷりトーク                           |
| 62     | 1月15日  | 鷲見玲奈                                                          | 産後のお悩み3連発SP 産後のあるあるや苦悩を徹底トーク                                                       |
| 63     | 1月22日  | （ゲストなし）                                                    | 行き着いた脱力育児SP 街のママ・パパから聞いた育児の大変なこと＆脱力術                                      |
| 64     | 1月29日  | バービー                                                          | 1人目ママさんいらっしゃい、お気楽ママと心配性パパ溜まった言い分発散SP                                      |
| 65     | 2月5日   | 白鳥久美子､チェリー吉武(2名ともVTR出演)、野上慎平（コーナー出演） | おうちごはんSP！子どもの好き嫌いや毎日の献立などママパパのごはんの悩みを特集！                             |
| 66     | 2月12日  | peco                                                              | 1児のママpecoとじっくり育児トークSP                                                                        |
| 67     | 2月19日  | （ゲストなし）                                                    | 出産・産後・妊娠中のキーパーソン 助産師さんに救われた話を語り尽くす                                        |
| 68     | 2月26日  | AKINA                                                             | 9歳・0歳 年の差育児で気づいたママはつらいよSP                                                              |
| 69     | 3月5日   | 白鳥久美子                                                        | 「ブログ」と「おうちご飯」でママのリアルを覗き見SP、気になるママのごはんを白鳥が調査                       |
| 70     | 3月12日  | 近藤千尋、太田博久（VTR出演）                                     | 3児のママ近藤千尋が登場、4年ぶりの0歳育児で驚いた 育児グッズの進化にミキティ＆夏子も感激                   |
| 71     | 3月19日  | 白鳥久美子、やしろ優、まぁこ（3名ともVTR出演）                    | ママ会でストレス発散 ミキティ流ママ友交流 子連れで楽しい居酒屋                                             |
| 72     | 3月26日  | 橋本マナミ                                                        | 国民の愛人のキャッチフレーズで活躍した 橋本マナミが登場、高齢出産を経て2人目の出産で 育児のスタイルが激変  |
| 73     | 4月2日   | （ゲストなし）                                                    | 新企画、子育てどっち派？気になる2択 大調査SP【ラン活】【ママ友】【入園・入学グッズ】                       |
| 74     | 4月9日   | 平野ノラ                                                          | 1児のママ平野ノラ、卒乳＆搾乳の想いを語る！                                                                |
| 75     | 4月16日  | 荒川静香                                                          | 金メダリストも大変！男女きょうだい育児大奮闘SP                                                             |
| 76     | 4月23日  | （ゲストなし）                                                    | 育児や家事で大変なママを歌＆味噌汁レシピで応援SP                                                           |
| 77     | 4月30日  | （ゲストなし）                                                    | 母乳外来密着SP！おっぱいトラブルを解決してくれる産後ママの駆け込み寺とは？                                 |
| 78     | 5月7日   | 山口もえ                                                          | 田中裕二のパパぶりが明らかに!?小･中･高3児のママ 山口もえが子育てと夫を語る！                               |
| 79     | 5月14日  | （ゲストなし）                                                    | おつかい・注射・留守番… 子どもの初挑戦を語り尽くす！さらに初めての保育園をママが覗き見！                   |
| 80     | 5月21日  | 俵万智                                                            | 『サラダ記念日』俵万智が登場 ミキティ＆夏子の短歌センスが開花！親心を詠む育児短歌SP                        |
| 81     | 5月28日  | 辻希美、peco                                                      | GWママ会ライブの一部を特別公開！辻希美＆pecoと新生活の悩みをデトックスSP！                                 |
| 82     | 6月4日   | 内田篤人                                                          | 元サッカー日本代表が3姉妹育児に奮闘！寝かしつけ＆娘心がわからない!!育児はサッカーよりも大変！              |
| 83     | 6月11日  | （ゲストなし）                                                    | 街のママ･パパから聞いた初めての出産＆生後8ヵ月のヘアカットデビュー                                         |
| 84     | 6月18日  | 俵万智（VTR出演）                                                 | 100円ショップの神育児グッズから産後を救う助産師さんまで…ママの「助かる」連発！未公開の育児短歌も特別公開！ |
| 85     | 6月25日  | 菊地亜美（VTR出演）                                               | 家事育児のベストバイSP！2025年上半期のイライラを解消したアイテム続々                                       |
| 86     | 7月2日   | 安達祐実                                                          | 安達祐実 20年の子育てを語る！出産・離婚・再婚を乗り越え、子どもを成人まで育てた激動ヒストリー              |
| 87     | 7月9日   | 八木麻紗子（コーナー出演）                                        | 子ども服の悩み～夏編～ 子どものおませな服装など 帽子の被らせ術や 子ども服の悩み克服便利アイテムが登場！    |
| 88     | 7月16日  | 遠藤航                                                            | サッカー日本代表キャプテン遠藤航選手が登場！ 特技は寝かしつけ!? 4児を育てるイギリス生活が明らかに！        |
| 89     | 7月23日  | クールポコ。（コーナー出演）                                      | 育児のモヤっと解消SP！笑いで吹き飛ばす助っ人参戦にミキティ＆夏子大興奮！                                   |
| 90     | 8月6日   | 俵万智、鷲見玲奈、白鳥久美子                                      | 親心を詠む 夏の育児短歌ママ会 ママの叫び＆あるある連発！                                                   |

## 特別番組
- 夫が寝たあとに 新春スペシャル（テレビ朝日系、2024年1月1日 0:30 - 2:00）[5]

本番組初となる全国ネット放送で、レギュラー版とは別に収録したスペシャルバージョン。ゲストは、相武紗季、本田朋子、吉木りさ。
- 夫が寝たあとに スペシャル（テレビ朝日、2024年3月22日 23:15 - 24:15）[6][注 1]

レギュラー版の総集編。一部地域の系列局でも遅れネットで放送。ゲストは、近藤千尋、 田中美保、BENI。
- 夫が寝たあとに 特別編（テレビ朝日系、2024年7月5日 23:15 - 24:15）[7]

テレビ朝日にて放送済みのレギュラー版から、藤本と横澤が「視聴者にもう一度お見せしたい」との意向に沿って選んだ、「神回」のダイジェスト映像を放送。一部地域の系列局では、遅れネットで対応していた。
藤本は安田美沙子の出演回、横澤は澤穂希の出演回を「神回」に挙げていたため、放送上は安田と澤が出演回のアーカイブ映像でのみ登場。エンディングでは、公開収録を兼ねた番組初のイベントを開催することも発表された。
- 夫が寝たあとに 新春SP（テレビ朝日系、2024年1月3日 22:00 - 24:00）[9]

レギュラー版とは別に収録したスペシャルバージョンで、番組初となる2時間枠での放送となる。スタジオゲストは、紺野あさ美、峯岸みなみ、川崎宗則、大久保嘉人。VTR出演は、小島よしお、東海オンエア。
- 夫が寝たあとに 特別編（テレビ朝日系、2025年6月22日 22:15 - 23:09）

レギュラー版とは別に収録したスペシャルバージョン。人気串カツチェーン店の裏ワザ10連発！杉浦太陽・第5子妊娠秘話＆せいやの育児トーク。ゲストは、杉浦太陽、せいや（霜降り明星）。VTR出演は、白鳥久美子（たんぽぽ）、チェリー吉武。
- 夫が寝たあとに 傑作選

(1) 夫が寝たあとに 傑作選（2024年11月3日 - 、不定期）
　　過去の放送回の再放送。
(2) 夫が寝たあとに 傑作選 4時間SP（2024年12月31日 1:50 - 5:50）
　　これまでの放送を厳選して4時間にわたり届ける。ゲストは、潮田玲子、加藤夏希、弘中綾香、小島よしお (VTR出演)。

## イベント
- 夫が寝たあとにママ会ライブ～夏休みもお疲れさまスペシャル～（2024年8月7日、六本木ヒルズ）

本番組の公開収録を兼ねたイベントで、六本木ヒルズ内のアリーナで開催。「子育て世代」で育児中の女性視聴者から「藤本・横澤との『ママ会』があったら参加したい」とのリクエストが出たことを受けて、開催が決まったという。
- 夫が寝たあとに GWママ会ライブ supported by 明光義塾 ～新生活の悩みをデトックスSP～（2025年5月2日、EX THEATER ROPPONGI）[10]

朝と昼の2回公演、朝の部ゲストは辻希美、昼の部ゲストはpeco。

## スタッフ
- 構成：藤澤朋幸、勝木友香、花崎圭司、松田一輝、羽柴拓、川嶋結衣
- カメラ：河部謙一、横田浩幸
- 音声：岩上あゆ、諸田朱音、小布施萌那
- 照明：中本明人、竹内未来、杉原麻衣子、田村香帆、伊藤弘苗、大寳学
- 美術：吉村純子
- デザイン：飛田幸
- 美術進行：鈴木悠里
- 大道具：三浦侑記
- 小道具：片岡あさみ
- メイク：川口カツラ店
- 編集：上本学、中原勇
- CGデザイン：小川悦宏
- MA：矢嵜涼太
- 音効：上島光央
- SNS：浅井しおり
- イラスト：津野みぞ子、河野雅樹
- 編成：土井泰樹・安部旭紘（テレビ朝日）
- 宣伝：山口萌（テレビ朝日）
- デスク：萩原わかな
- 衣装協力：LANSE Kittle.
- 制作協力：u-com
- 技術協力：turst top、TSP、ONE、テレテック
- 音楽協力：テレビ朝日ミュージック
- 制作スタッフ：芦澤晴菜、三浦緋里、進藤有希、永井ひかり、佐々木竜成、青木実香
- AP：佐々木千夏、土田恭佳、柳田久瑠実（ユーコム）、八幡亜未
- ディレクター：伊東沙耶香・五十嵐脩平（ユーコム）、内藤麻衣子、豊原香住、ふくち號、佐藤大輔
- チーフディレクター：岩松悠（ユーコム）
- 演出：秋山真彦（テレビ朝日）
- プロデューサー：冨澤有人（テレビ朝日）、稲垣哲也（ユーコム）、村松秀昭（テレビ朝日映像）
- ゼネラルプロデューサー：鈴木忠親（テレビ朝日）
- 制作：テレビ朝日ビジネスソリューション本部 コンテンツ編成局第2制作部
- 制作著作：テレビ朝日

## エンディング曲
- MisiiN「NURTURE ME」（2023年10月 - 12月）
- OHL「Periodt.」（2024年1月 - 3月）

## ネット局と放送時間

### 木曜（水曜深夜）時代
2024年3月時点でのネット局で、単発で放送した局は除外。
| 放送対象地域 | 放送局         | 放送系列       | 放送時間                     | ネット状況 |
| ------------ | -------------- | -------------- | ---------------------------- | ---------- |
| 関東広域圏   | テレビ朝日     | テレビ朝日系列 | 木曜 2:30 - 2:47（水曜深夜） | 制作局     |
| 宮城県       | 東日本放送     | テレビ朝日系列 | 日曜 11:00 - 11:25           | 遅れネット |
| 秋田県       | 秋田朝日放送   | テレビ朝日系列 | 土曜 0:50 - 1:10（金曜深夜） | 遅れネット |
| 新潟県       | 新潟テレビ21   | テレビ朝日系列 | 金曜 0:50 - 1:15（木曜深夜） | 遅れネット |
| 静岡県       | 静岡朝日テレビ | テレビ朝日系列 | 木曜 1:19 - 1:44（水曜深夜） | 遅れネット |
| 近畿広域圏   | 朝日放送テレビ | テレビ朝日系列 | 月曜 1:05 - 1:30（日曜深夜） | 遅れネット |
| 沖縄県       | 琉球朝日放送   | テレビ朝日系列 | 水曜 9:55 - 10:20            | 遅れネット |
| 青森県       | 青森朝日放送   | テレビ朝日系列 | 不定期                       | 遅れネット |
| 山口県       | 山口朝日放送   | テレビ朝日系列 | 不定期                       | 遅れネット |
| 愛媛県       | 愛媛朝日テレビ | テレビ朝日系列 | 不定期                       | 遅れネット |

### 日曜（土曜深夜）時代
2024年9月時点のネット局。長期休止のネット局あり。
| 放送対象地域   | 放送局           | 放送系列       | 放送時間                     | ネット状況 |
| -------------- | ---------------- | -------------- | ---------------------------- | ---------- |
| 関東広域圏     | テレビ朝日       | テレビ朝日系列 | 日曜 0:30 - 1:00（土曜深夜） | 制作局     |
| 長崎県         | 長崎文化放送     | テレビ朝日系列 | 日曜 0:30 - 1:00（土曜深夜） | 同時ネット |
| 北海道         | 北海道テレビ放送 | テレビ朝日系列 | 日曜 0:00 - 0:30（土曜深夜） | 遅れネット |
| 青森県         | 青森朝日放送     | テレビ朝日系列 | 日曜 17:00 - 17:30           | 遅れネット |
| 宮城県         | 東日本放送       | テレビ朝日系列 | 日曜 10:30 - 10:53           | 遅れネット |
| 秋田県         | 秋田朝日放送     | テレビ朝日系列 | 金曜 0:50 - 1:20（木曜深夜） | 遅れネット |
| 山形県         | 山形テレビ       | テレビ朝日系列 | 火曜 0:45 - 1:15（月曜深夜） | 遅れネット |
| 福島県         | 福島放送         | テレビ朝日系列 | 土曜 16:00 - 16:30           | 遅れネット |
| 新潟県         | 新潟テレビ21     | テレビ朝日系列 | 日曜 0:00 - 0:30（土曜深夜） | 遅れネット |
| 長野県         | 長野朝日放送     | テレビ朝日系列 | 日曜 1:00 - 1:30（土曜深夜） | 遅れネット |
| 静岡県         | 静岡朝日テレビ   | テレビ朝日系列 | 土曜 0:45 - 1:15（金曜深夜） | 遅れネット |
| 石川県         | 北陸朝日放送     | テレビ朝日系列 | 火曜 1:23 - 1:53（月曜深夜） | 遅れネット |
| 近畿広域圏     | 朝日放送テレビ   | テレビ朝日系列 | 月曜 1:30 - 2:00（日曜深夜） | 遅れネット |
| 広島県         | 広島ホームテレビ | テレビ朝日系列 | 火曜 0:20 - 0:50（月曜深夜） | 遅れネット |
| 山口県         | 山口朝日放送     | テレビ朝日系列 | 日曜 0:00 - 0:30（土曜深夜） | 遅れネット |
| 香川県・岡山県 | 瀬戸内海放送     | テレビ朝日系列 | 月曜 0:25 - 0:55（日曜深夜） | 遅れネット |
| 福岡県         | 九州朝日放送     | テレビ朝日系列 | 水曜 0:50 - 1:20（火曜深夜） | 遅れネット |
| 大分県         | 大分朝日放送     | テレビ朝日系列 | 火曜 0:45 - 1:15（月曜深夜） | 遅れネット |
| 熊本県         | 熊本朝日放送     | テレビ朝日系列 | 土曜 0:45 - 1:15（金曜深夜） | 遅れネット |
| 鹿児島県       | 鹿児島放送       | テレビ朝日系列 | 水曜 0:50 - 1:20（火曜深夜） | 遅れネット |
| 沖縄県         | 琉球朝日放送     | テレビ朝日系列 | 火曜 9:55 - 10:25            | 遅れネット |
| 鳥取県・島根県 | 山陰放送         | TBS系列        | 土曜 1:23 - 1:53（金曜深夜） | 遅れネット |

### 水曜（火曜深夜）時代
2025年6月時点のネット局。
| 放送対象地域   | 放送局           | 放送系列                                     | 放送時間                     | ネット状況 |
| -------------- | ---------------- | -------------------------------------------- | ---------------------------- | ---------- |
| 関東広域圏     | テレビ朝日       | テレビ朝日系列                               | 水曜 0:15 - 1:15（火曜深夜） | 制作局     |
| 秋田県         | 秋田朝日放送     | テレビ朝日系列                               | 水曜 0:15 - 1:15（火曜深夜） | 同時ネット |
| 岩手県         | 岩手朝日テレビ   | テレビ朝日系列                               | 水曜 0:15 - 1:15（火曜深夜） | 同時ネット |
| 山形県         | 山形テレビ       | テレビ朝日系列                               | 水曜 0:15 - 1:15（火曜深夜） | 同時ネット |
| 新潟県         | 新潟テレビ21     | テレビ朝日系列                               | 水曜 0:15 - 1:15（火曜深夜） | 同時ネット |
| 長野県         | 長野朝日放送     | テレビ朝日系列                               | 水曜 0:15 - 1:15（火曜深夜） | 同時ネット |
| 青森県         | 青森朝日放送     | テレビ朝日系列                               | 日曜 16:30 - 17:30           | 遅れネット |
| 福島県         | 福島放送         | テレビ朝日系列                               | 木曜 0:15 - 1:15（水曜深夜） | 遅れネット |
| 静岡県         | 静岡朝日テレビ   | テレビ朝日系列                               | 火曜 0:15 - 1:17（月曜深夜） | 遅れネット |
| 石川県         | 北陸朝日放送     | テレビ朝日系列                               | 月曜 0:10 - 1:10（日曜深夜） | 遅れネット |
| 中京広域圏     | 名古屋テレビ     | テレビ朝日系列                               | 日曜 10:00 - 11:00           | 遅れネット |
| 近畿広域圏     | 朝日放送テレビ   | テレビ朝日系列                               | 不定期                       | 遅れネット |
| 広島県         | 広島ホームテレビ | テレビ朝日系列                               | 火曜 0:20 - 1:20（月曜深夜） | 遅れネット |
| 山口県         | 山口朝日放送     | テレビ朝日系列                               | 日曜 0:00 - 1:00（土曜深夜） | 遅れネット |
| 香川県・岡山県 | 瀬戸内海放送     | テレビ朝日系列                               | 火曜 0:20 - 1:25（月曜深夜） | 遅れネット |
| 愛媛県         | 愛媛朝日テレビ   | テレビ朝日系列                               | 火曜 0:20 - 1:23（月曜深夜） | 遅れネット |
| 福岡県         | 九州朝日放送     | テレビ朝日系列                               | 日曜 10:00 - 11:00           | 遅れネット |
| 長崎県         | 長崎文化放送     | テレビ朝日系列                               | 日曜 0:00 - 1:00（土曜深夜） | 遅れネット |
| 大分県         | 大分朝日放送     | テレビ朝日系列                               | 日曜 15:20 - 16:20           | 遅れネット |
| 熊本県         | 熊本朝日放送     | テレビ朝日系列                               | 土曜 0:15 - 1:15（金曜深夜） | 遅れネット |
| 鹿児島県       | 鹿児島放送       | テレビ朝日系列                               | 土曜 0:15 - 1:15（金曜深夜） | 遅れネット |
| 沖縄県         | 琉球朝日放送     | テレビ朝日系列                               | 金曜 15:15 - 16:15           | 遅れネット |
| 鳥取県・島根県 | 山陰放送         | TBS系列                                      | 土曜 1:23 - 2:23（金曜深夜） | 遅れネット |
| 宮崎県         | テレビ宮崎       | フジテレビ系列 日本テレビ系列 テレビ朝日系列 | 不定期                       | 遅れネット |

### 過去のネット局
北海道テレビ放送（2024年4月14日[13日深夜] - 9月29日[28日深夜]）
東日本放送（2024年2月4日 - 7月14日）

### 備考
ネット局によっては、編成上の事情から放送時間の変更・休止を実施することがある。そのため、エンディングで流れる次回予告の映像には、「○月○日（●）深夜放送　※一部地域を除く」という字幕を全局共通で表示。この字幕は、○（放送の日時を表すアラビア数字）や●（放送の曜日を表す1文字の漢字）をネット局ごとに差し替えられるようにもなっている。